# Diamantino Durão
Diamantino de Freitas Gomes Durão (Porto, 7 de Junho de 1944), é um académico português, que foi presidente do Instituto Superior Técnico durante 14 anos e ministro da educação entre 31 de outubro de 1991 e 19 de março de 1992.

## Biografia
Filho de Diamantino Gomes Durão (Vila Real, Folhadela, 1 de Fevereiro de 1903 - ?) e de sua mulher Rosa da Conceição da Silva de Freitas (Lamego, Sé - ?). É irmão de Álvaro de Freitas Gomes Durão e de Maria Elisabeth de Freitas Gomes Durão (Vila Real, Folhadela, 19 de Dezembro de 1922), de cujo casamento (Peso da Régua, Peso da Régua, 4 de Fevereiro de 1952) com Luís António Saraiva Barroso (Rio de Janeiro, 22 de Junho de 1922), também transmontano de origem, nasceram Luís José Durão Barroso e José Manuel Durão Barroso.
Foi governante de diversas entidades relacionadas com ciência e ensino superior, nomeadamente:
- Ministro da Educação no XII Governo Constitucional, como independente, num governo do PSD, entre 1991 e 1992, tendo sofrido forte contestação por implementar a Prova Geral de Acesso (PGA) e as propinas no ensino superior.
- Presidente do Instituto Superior Técnico durante 14 anos, entre 1984 e 2000.

Atualmente as suas actividades principais são:
- Reitor da Universidade Lusíada de Lisboa e da Universidade Lusíada do Porto desde 1 de Setembro de 2003.
- Desde 2003, membro do Board of Directors da Comissão Fullbright (CCLA - Comissão Cultural Luso-Americana).
- Desde 2003 representante de Portugal no Programa Erasmus Mundus da Comissão Europeia.
- Membro de diferentes associações científicas sendo membro honorário da Secção Portuguesa do Combustion Institute.

## Formação Académica
- Licenciou-se em Engenharia Mecânica no Instituto Superior Técnico, Universidade Técnica de Lisboa em 1969.
- Obteve o mestrado (1972) e o doutoramento (1976) no Imperial College of Science and Technology da Universidade de Londres. Pela sua contribuição, a tese de doutoramento recebeu o prémio da instituição.
- Fez a Agregação no Instituto Superior Técnico em 1979.
- Docente universitário do Instituto Superior Técnico desde 1969 a 2003.
- Research Assistant (1974-76) e Research Fellow (1976-78) no Imperial College.
- Professor Catedrático desde 1980.
- Desde Março de 2003 é Professor Catedrático da Universidade Lusíada de Lisboa.
- Recebeu várias distinções honoríficas, sendo de realçar, como Presidente do IST, a Ordem da Instrução Pública e como Presidente do Taguspark o Diploma de Mérito da Câmara de Oeiras.
- Orientador de vários alunos de Doutoramento e de Mestrado.
- Tem sido Presidente de um número significativo de Júris de Provas de Agregação, Doutoramento e Mestrado.
- Autor e editor de vários livros escritos em português e inglês, sendo em português de referir a publicação em co-autoria do livro "Novas Ideias para a Universidade".
- Membro de várias comissões organizadoras, científicas e editorais de diferentes conferências, livros e revistas.
- Coordenador de vários programas e projectos de ensino, investigação e desenvolvimento no âmbito da Comissão Europeia, do Ministério da Economia e do Ministério da Ciência e do Ensino Superior.
- Autor de mais de duzentos trabalhos publicados, nomeadamente pela Springer Verlag Publishers, Kluwer Academic Publishers, Elsevier Publications, Journal of the Royal Society, Journal of Technological Innovation, Enterpreneurship and Technological Management, European Journal of Engineering Education, Journal of Experiments in Fluids, Journal of Fluid Engineering, Journal of Combustion and Flames, International Journal of Engineering Computations.

## Gestão Académica
Membro do Conselho Directivo do CTAMFUTL- Centro de Investigação da Universidade Técnica de Lisboa (1979-84).
No Instituto Superior Técnico desempenhou diversas funções, das quais destacamos:
- Presidente do Departamento de Engenharia Mecânica (1980-83).
- Presidente do Conselho Científico (1983-84).
- Presidente dos Conselhos Directivo e Científico (1984-88).
- Presidente (1988-91, 1993-2000).

## Gestão Empresarial
Pertenceu ao Conselho de Administração de diferentes entidades, nomeadamente:
- Presidente da ADIST - Associação para o Desenvolvimento do IST (1988-91, 1993-2001).
- Presidente do ITEC - Instituto Tecnológico para a Europa Comunitária (1988-91, 1993-2001).
- Presidente da SITAF - Sociedade de Investigação para o Ensino e Formação (1989-91, 1993-2001).
- Presidente do Taguspark - Parque de Ciência e Tecnologia de Lisboa (1996-2004).

Foi membro da Assembleia Geral de várias instituições, nomeadamente ADIST, AGEP, Aporjel, CPIN, Fundação Portugal-África, FUNDEC, IDMEC, INESC, ISR, IT, ITEC, Lispolis, Proforum, PTM/A, SITAF, Taguspark.